# Štít

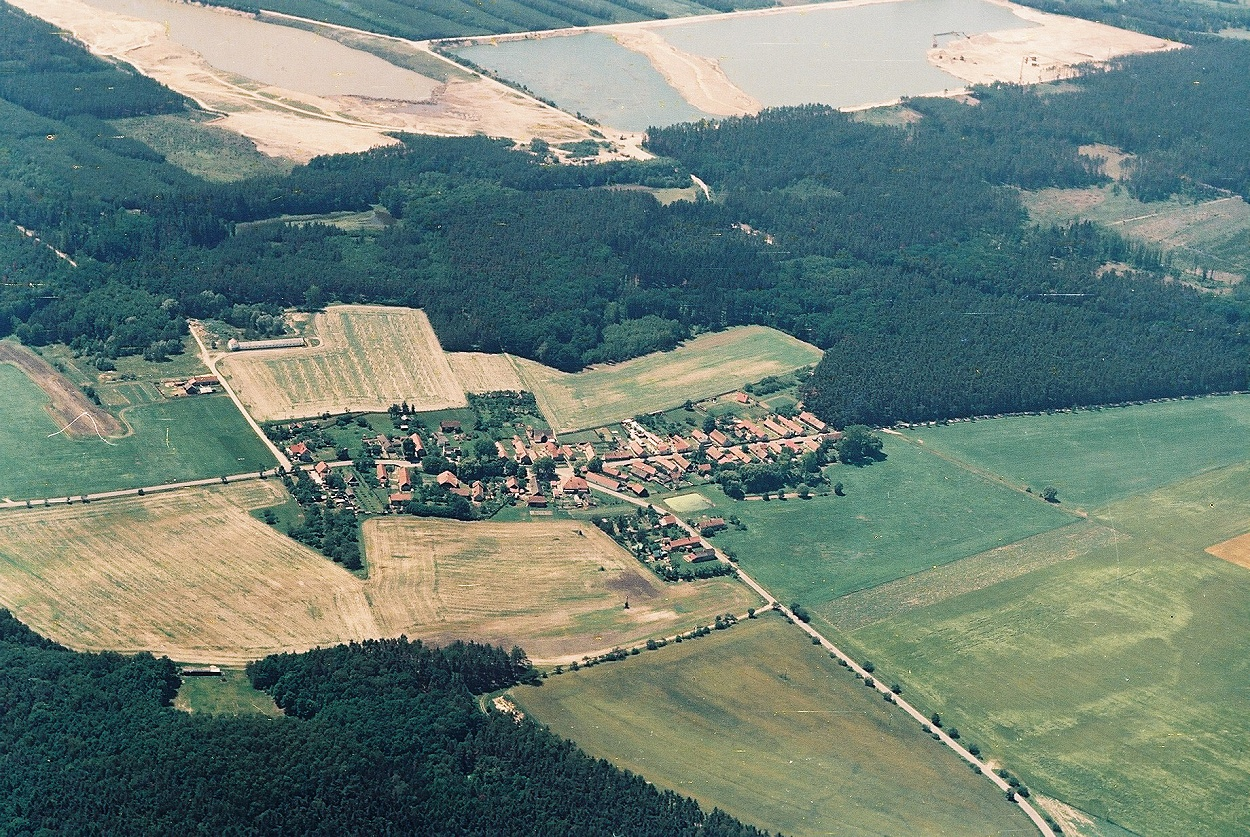
Luftaufnahme

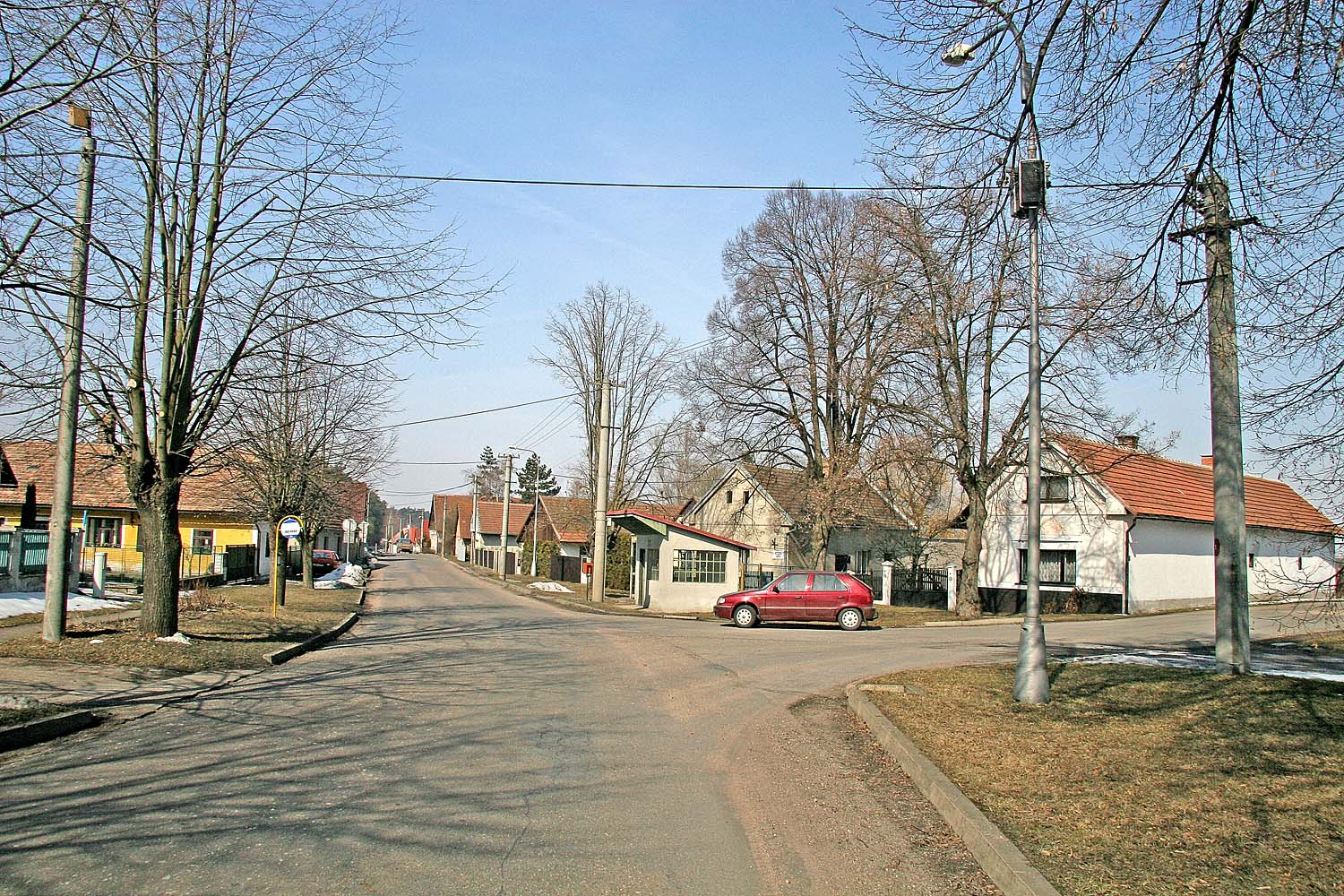
Dorfplatz

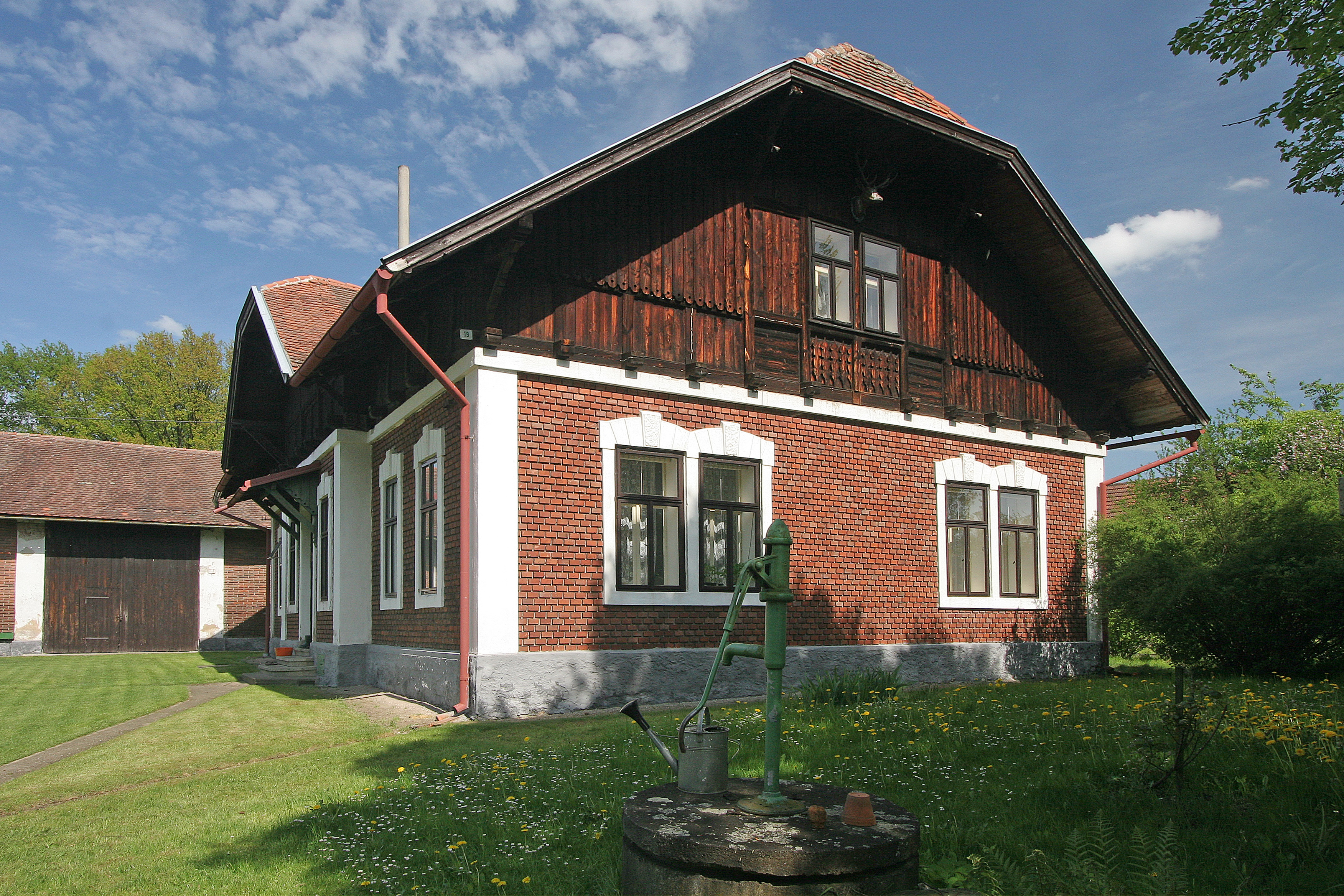
Forsthaus

Štít (deutsch Schtit) ist ein Ortsteil der Gemeinde Klamoš in Tschechien. Er liegt fünf Kilometer südlich von Chlumec nad Cidlinou und gehört zum Okres Hradec Králové.

## Geographie
Das von ausgedehnten Wäldern umgebene Dorf Štít befindet sich am Fuße der Dobřenická plošina (Dobrzenitzer Hochfläche) auf der Chlumecká tabule (Chlumetzer Tafel). Nordöstlich erhebt sich der Tátrum (264 m n.m.). Gegen Westen liegen der abgelassene Teich Dolní Flajšar und die Baggerseen Jezera Štít, nordwestlich der Baggersee Pískovna u Chárovny, im Süden der Teich Davídek sowie südwestlich der Teich Horní Flajšar.
Nachbarorte sind Lučice, Kladruby, Skalka, Rtanov und Nové Město im Norden, Klamoš und Chýšť im Nordosten, Malé Výkleky im Osten, Přepychy und Újezd u Přelouče im Südosten, Komárov und Kolesa im Süden, Tetov, Bílé Vchynice und Kundratice im Südwesten, Hradišťko II im Westen sowie Pamětník, Chárovna, Levín, Rakousy und Olešnice im Nordwesten.

## Geschichte
Die erste schriftliche Erwähnung von Ščítov erfolgte im Jahre 1397, als das Dorf nach einem großen Unglück – wahrscheinlich einem Ortsbrand – wieder aufgebaut wurde. Besitzer des Dorfes waren vermutlich seit seiner Gründung die Vladiken von Klamoš (Glatmoss). Das Geschlecht erlosch 1508 mit dem Tod des Jetřich von Klamoš im Mannesstamme. Nach langwierigen Erbstreitigkeit wurde das Gut Klamoš 1521 durch Vojtěch von Pernstein aufgekauft, der zur selben Zeit auch die Herrschaften Chlumetz und Hradišťko-Žiželice erworben hatte. Er schlug das links der Cidlina gelegene Gut der Herrschaft Hradišťko-Žiželice zu. Johann von Pernstein, der die Herrschaften 1533 erworben hatte, veräußerte sie an König Ferdinand I., der sie 1547 zu einer Kammerherrschaft Chlumetz vereinigte. 1577 erhielt Johann von Wchinitz die Herrschaft als Pfand. König Matthias überschrieb 1611 die Kammerherrschaft Chlumetz für treue Dienste bei der Erlangung der Böhmischen Krone an Wenzel Graf Kinsky von Wchinitz und Tettau. Nachdem Wenzel Graf Kinsky 1620 in die Chlumetzer Pfarrkirche St. Ursula einfiel, um hussitische Gottesdienste zu unterbinden, brach in der Gegend ein Aufstand aus. Während des Dreißigjährigen Krieges erlosch das Dorf. Im Jahre 1657 lag Štít – bestehend aus fünf Bauernwirtschaften, sieben Chaluppen und einem Kotten – gänzlich wüst. Zum Ende des 17. Jahrhunderts war das Dorf wiederbesiedelt. Im Jahre 1775 kam es in der Herrschaft Chlumetz zu einem großen Bauernaufstand. An der durch das Dorf verlaufenden Landesstraße befand sich zwischen Štít und Pamětník bei Chárovna eine Mautstation.
Im Jahre 1833 bestand das im Bidschower Kreis gelegene Dorf Schtit bzw. Sstit aus 25 Häusern, in denen 150 Personen lebten. Im Ort gab es ein Försterhaus. Pfarrort war Wapno. Bis zur Mitte des 19. Jahrhunderts blieb Schtit der Fideikommissherrschaft Chlumetz untertänig.
Nach der Aufhebung der Patrimonialherrschaften bildete Štít ab 1849 eine Gemeinde im Gerichtsbezirk Chlumetz. Ab 1868 gehörte das Dorf zum Bezirk Neubydžow und wurde nach Újezd eingemeindet. 1869 hatte Štít 207 Einwohner und bestand aus 28 Häusern. Im Jahre 1900 lebten in Štít 208 Menschen, 1910 waren es 207. Im Jahre 1904 löste sich das Dorf von Újezd los und bildete eine eigene Gemeinde. 1930 hatte Štít 183 Einwohner und bestand aus 43 Häusern. Im Zuge der Gebietsreform von 1960 wurde der Okres Nový Bydžov aufgelöst, seitdem gehört Štít zum Okres Hradec Králové. Am 14. Juni 1964 erfolgte die Eingemeindung nach Klamoš. Beim Zensus von 2001 lebten in den 50 Häusern des Dorfes 70 Personen.

## Ortsgliederung
Zu Štít gehört die Einschicht Chárovna.
Der Ortsteil bildet einen Katastralbezirk.

## Sehenswürdigkeiten

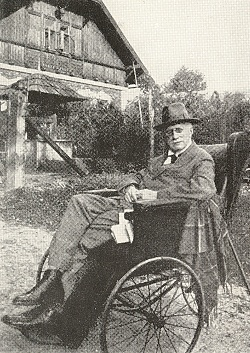
Antonín Sova vor dem Forsthaus Štít (1921)

- Forsthaus, 1966 wurde vor dem Haus ein Gedenkstein für Antonín Sova errichtet, der Granitblock stammt aus dem französischen La Chaise-Dieu.
- Hölzerner Glockenbaum

## Persönlichkeiten
- Antonín Sova (1864–1928), der Dichter und Schriftsteller war in den Jahren 1921 und 1922 während der Ferien über mehrere Monate im Forsthaus beim Heger Josef Kný zu Gast, wo er Linderung seiner schweren Krankheit fand. Unter der Linde des Forsthauses schrieb er das Gedicht Žhnoucí léto.